# Pachycarpus grandiflorus
Pachycarpus grandiflorus är en oleanderväxtart. Pachycarpus grandiflorus ingår i släktet Pachycarpus och familjen oleanderväxter.

## Underarter
Arten delas in i följande underarter:
- P. g. grandiflorus
- P. g. tomentosus